# Šmartno ob Paki
Šmartno ob Paki je naselje z nelj več kot 600 prebivalci in sedež istoimenske občine Šmartno ob Paki.
Naselje je nastalo na stiku treh dolin: Spodnje Savinjske, Zgornje Savinjske, ter Šaleške doline. Prve najdbe o naseljenosti tega območja izvirajo že iz rimske dobe, prvi zapisi pa segajo v leto 1256, ko se prvič omenja cerkev sv. Martina. Iz tega obdobja izvira tudi razvalina gradu Pakenštajn na Malem vrhu, ki je bil dolgo časa v lasti Celjskih grofov. Staro jedro naselja se je razvilo okoli cerkve Sv. Martina in ima še danes značaj, ki priča o nekdanji kmetijski usmeritvi kraja. Obronki Malega vrha nad Šmartnim ob Paki so vinogradniško obdelani. Mogoče je videti tudi stare zidanice.
Nad krajem se vzpenja Gora Oljka, kjer stoji dvostolpna božjepotna cerkev Sv. Križa in planinski dom.
Iz Šmartnega ob Paki je doma slovenska alpska smučarka Ana Drev.